# François d'Hoffschmidt
François Henri d'Hoffschmidt (Henrichsruhe-Grauppen, Tsjechië, 25 juni 1797 - Noville, 23 februari 1854) was een Belgisch volksvertegenwoordiger.

## Biografie

### Familie
François d'Hoffschmidt was een telg uit de familie D'Hoffschmidt. Onder het ancien régime was de voorvader d'Hoffschmidt heer van Resteigne en bewoonde de familie het grote kasteel in deze gemeente. Een tak streek later neer in de gemeente Noville bij Bastenaken en speelde er een sociale rol. Hij was een zoon van Ernest-François d'Hoffschmidt, officier in Franse dienst en lid van de Tweede Kamer, en Marguerite Philippe. Zijn vader werd in de adelstand bevestigd in 1816. Hij was een broer van Constant d'Hoffschmidt.
Hij trouwde in 1839 met Léopoldine de Wautier (1817-1911), dochter van Augustin de Wautier, officier, schepen van Longchamps en senator.

### Loopbaan
D'Hoffschmidt was lid van de Provinciale Staten van Luxemburg van 1826 tot 1830. Van 1830 tot aan zijn dood was hij arrondissementscommissaris van Bastenaken.
In 1831 werd hij verkozen tot liberaal volksvertegenwoordiger voor het arrondissement Bastenaken, een mandaat dat hij behield tot in 1839. Hij nam ontslag uit onvrede met de toepassing van het Verdrag der XXIV Artikelen, dat de verdwijning uit België inhield van de helft van Luxemburg. Hij werd opgevolgd door zijn broer Constant.